# Kreis Minden
Der Kreis Minden (1953–1969: Landkreis Minden) war ein von 1816 bis 1972 bestehender Kreis in Ostwestfalen. Der Kreis war zunächst Teil des Regierungsbezirks Minden in der preußischen Provinz Westfalen und ab 1947 Teil des nordrhein-westfälischen Regierungsbezirks Detmold. Verwaltungssitz war Minden. Der Kreis ging 1973 im Rahmen der nordrhein-westfälischen Gebietsreform im neu gegründeten Kreis Minden-Lübbecke auf.

## Geographie

### Lage
Das Gebiet des früheren Kreises Minden gehört mit dem Südteil zum Mittelgebirge, mit dem größeren Nordteil zur Norddeutschen Tiefebene. Markante Trennlinie ist der west-östlich verlaufende Gebirgszug von Wiehen- und Wesergebirge, der an der Porta Westfalica von der Weser unterbrochen wird. Nördlich von Minden kreuzt der Mittellandkanal in Ostwestrichtung das Gebiet, wo die Weser am Wasserstraßenkreuz Minden überbrückt wird.

### Nachbarkreise
Der Kreis Minden grenzte 1972 im Uhrzeigersinn im Norden beginnend an die Landkreise Nienburg/Weser, Schaumburg-Lippe und Grafschaft Schaumburg (alle in Niedersachsen) sowie an die Kreise Lemgo, Herford und Lübbecke (alle in Nordrhein-Westfalen).

## Verwaltungsgeschichte

### Zuordnung zu übergeordneten Gebietskörperschaften
Das Gebiet des Kreises Minden gehörte bis 1806 zum preußischen Verwaltungsgebiet Minden-Ravensberg und bildete den östlichen Teil des Fürstentums Minden (Ämter Petershagen, Schlüsselburg und der größte Teil des Amtes Hausberge), das seit 1648 zu Brandenburg-Preußen gehörte. 1806 fiel das Gebiet an das napoleonische Frankreich. Zwischen 1807 und 1810 war das spätere Kreisgebiet Teil des französischen Satellitenstaats Königreich Westphalen und gehörte dort zum Distrikt Minden im Departement der Weser. Der Teil westlich der Weser gehörte zwischen 1811 und 1813 zum Arrondissement Minden im Departement Ober-Ems des Kaiserreichs Frankreich. Der beim Königreich Westphalen verbleibende Rest östlich der Weser wurde in den Distrikt Rinteln des Departements der Leine umgegliedert. Das gesamte Gebiet erhielt eine Verwaltung nach französischem Vorbild und gliederte sich in Kantone bzw. Mairien (Bürgermeistereien). Nach der Rückeroberung durch Preußen gehörte es ab 1813 bis zur Gründung der preußischen Provinz Westfalen zum Zivilgouvernement zwischen Weser und Rhein.
Mit der Gründung des Landes Nordrhein-Westfalen im Jahr 1946 wurde der Regierungsbezirk Minden und damit der Landkreis Minden Teil des neuen Landes Nordrhein-Westfalen. Durch den Beitritt des Landes Lippe zum Land Nordrhein-Westfalen im Jahr 1947 (1948 formal vollzogen) wurde der Regierungsbezirk Minden 1947 um die lippischen Gebiete vergrößert. Dem nun nach dem neuen Verwaltungssitz als Regierungsbezirk Detmold bezeichneten Bezirk (kurzzeitig und anfänglich als „Regierungsbezirk Minden-Lippe“ bezeichnet) gehörte der Kreis Minden bis zu seiner Auflösung an. Mit der Gründung der Bundesrepublik Deutschland wurde 1949 auch der Landkreis Minden Teil der Bundesrepublik.

### Die Gemeindestruktur des Kreises Minden
Der 1816 gegründete Regierungsbezirk Minden, einer von drei Regierungsbezirken in der Provinz Westfalen, wurde mit Wirkung vom 1. November 1816 durch Verordnung der Königlichen Regierung in Minden vom 18. Oktober 1816 in zwölf Kreise gegliedert, darunter der Kreis Minden mit Sitz in Minden. Die Stadt Minden mitsamt der Festung Minden war zunächst kreisfrei, wurde aber am 11. Juni 1817 in den Kreis eingegliedert. Der Kreis war zunächst in die auch als Bürgermeistereien oder Kantone bezeichneten neun Verwaltungsbezirke Minden, Dützen, Friedewalde, Hartum, Hausberge, Hille, Petershagen, Schlüsselburg und Windheim gegliedert.
Unterhalb der Verwaltungsbezirke umfasste im Jahre 1821 der Kreis Minden 76 Städte und Ortschaften, die zu insgesamt 23 Kirchspielen gehörten. Die genaue Grenze im Bereich der sogenannten Mengedörfer im nördlichen Grenzgebiet zum Königreich Hannover wurde 1837 durch einen Staatsvertrag zwischen Preußen und Hannover festgelegt.
Am 1. Januar 1832 wurde das Kirchspiel Rehme, zu dem Dehme, Niederbecksen und Rehme gehörten, aus dem Kreis Herford in den Kreis Minden umgegliedert. Im Rahmen der Einführung der Landgemeinde-Ordnung für die Provinz Westfalen wurde der Kreis im Dezember 1843 in sieben Ämter eingeteilt. Die Stadt Minden blieb amtsfrei. Gleichzeitig erhielten alle Orte, die für ihre Kommunalbedürfnisse einen eigenen Haushalt führten, den Status einer (Land-)Gemeinde. Orte im Kreis Minden, die in diesem Zusammenhang keinen Gemeindestatus erhielten, sondern größeren Gemeinden zugeordnet wurden, waren unter anderem Bergkirchen, Fülme, Gernheim, Hasenkamp und Wasserstraße. 1845 wurde der Gutsbezirk Wietersheim von der Gemeinde Wietersheim abgetrennt.
1851 wechselten Eidinghausen, Volmerdingsen, Werste und Wulferdingsen aus dem Amt Dützen in das Amt Rehme. Im gleichen Jahr wurden die beiden Gemeinden Rehme und Niederbecksen zur Gemeinde Rehme-Niederbecksen zusammengeschlossen. Außerdem wurde in den 1850er Jahren Lohfeld nach Eisbergen eingemeindet.
Durch Kabinettsorder vom 26. April 1859 wurde aus Teilen der Gemeinden Rehme-Niederbecksen und Gohfeld (Kreis Herford) die Stadt Oeynhausen gegründet und dem Amt Rehme zugeordnet. 1868 wurden Rehme und Niederbecksen wieder in zwei Gemeinden getrennt. Hausberge, Petershagen und Schlüsselburg nahmen 1856 die Landgemeindeordnung an und wurden seitdem nicht mehr als Städte geführt; 1871 wurden Petershagen wieder als Stadt geführt und Hausberge und Schlüsselburg als Marktflecken, später auch wieder als Städte.
Die Stadt Oeynhausen schied 1885 aus dem Amt Rehme aus und wurde amtsfrei. Im gleichen Jahr wurde der Grenzverlauf zwischen Preußen und Schaumburg-Lippe im Bereich Frille festgelegt. Frille war nun endgültig in zwei Gemeinden geteilt und kein Kondominium mehr. Zum 14. Oktober 1886 wurde Lohfeld wieder als eigene Gemeinde von Eisbergen abgetrennt.
1911 wurde die Stadt Oeynhausen in Bad Oeynhausen umbenannt. Der Gutsbezirk Wietersheim wurde zum 1. Juli 1920 wieder in die Gemeinde Wietersheim eingegliedert. Die Gemeinde Niederbecksen wurde zum 1. April 1926 in Lohe umbenannt. 1934 wurde das Amt Schlüsselburg aufgelöst, wobei Schlüsselburg zum Amt Windheim und Buchholz sowie Großenheerse zum Amt Petershagen kamen. Barkhausen, Hausberge und Holzhausen I nahmen den Namenszusatz „an der Porta“ an. Am 1. Januar 1963 wurde aus einem Teil der Stadt Schlüsselburg die Gemeinde Wasserstraße gegründet, wofür Schlüsselburg sein rechts der Weser gelegenes Stadtgebiet abgab. Am 1. Oktober 1971 wurden die beiden Friller Gemeinden wieder und gehörten nun vollständig zum Land Nordrhein-Westfalen.
Von 1953 bis 1969 trug der Kreis die Bezeichnung „Landkreis Minden“. Am 1. Oktober 1969 wurde aus dem Landkreis der Kreis Minden.
Der Kreis Minden gliederte sich zuletzt (1972) in zwei amtsfreie Städte sowie 74 amtsangehörige Gemeinden in sechs Ämtern.
Im Rahmen der nordrhein-westfälischen Gebietsreform wurde der Kreis Minden durch das „Gesetz zur Neugliederung der Gemeinden und Kreise des Neugliederungsraumes Bielefeld (Bielefeld-Gesetz)“ am 1. Januar 1973 mit dem benachbarten Kreis Lübbecke zum Kreis Minden-Lübbecke vereinigt. Ebenfalls durch dieses Gesetz wurden Städte und Gemeinden des Kreises zu den fünf Städten und Gemeinden Bad Oeynhausen, Hille, Minden, Petershagen und Porta Westfalica zusammengeschlossen. Die Gemeinde Uffeln aus dem Amt Hausberge wurde in die Stadt Vlotho (Kreis Herford) eingegliedert. Alle Ämter wurden aufgelöst.
| Amt1             | Städte und Ortschaften 1821 | Gemeinden 1845 | Gemeinden 1972 |
| ---------------- | --- | --- | --- |
| amtsfreie Städte | Minden | Minden | Bad Oeynhausen, Minden |
| Dützen           | Barkhausen mit Aulhausen, Bölhorst, Dützen mit Hummelbeck, Häverstädt mit Uphausen, Haddenhausen mit Biemke, Bergkirchen mit Oberlübbe, Rothenuffeln, Unterlübbe mit Hilferdingsen, Wulferdingsen, Volmerdingsen, Eidinghausen, Werste                                                                         | Barkhausen, Bölhorst, Dützen, Eidinghausen, Haddenhausen, Häverstädt, Oberlübbe, Rothenuffeln, Unterlübbe, Volmerdingsen, Werste, Wulferdingsen                                                                                                 | Barkhausen a. d. Porta, Bölhorst, Dützen, Haddenhausen, Häverstädt, Oberlübbe, Rothenuffeln, Unterlübbe |
| Rehme            | | Dehme, Niederbecksen, Rehme | Dehme, Eidinghausen, Lohe, Rehme, Volmerdingsen, Werste, Wulferdingsen |
| Hille            | Eickhorst, Hille, Südhemmern | | |
| Hartum           | Hahlen, Hartum, Holzhausen, Nordhemmern | Eickhorst, Hahlen, Hartum, Hille, Holzhausen II, Nordhemmern, Südhemmern | Eickhorst, Hahlen, Hartum, Hille, Holzhausen II, Nordhemmern, Südhemmern |
| Hausberge        | Eisbergen, Fülme, Lohfeld, Stadt Hausberge, Holtrup-Vössen, Uffeln, Holzhausen mit Amorkamp, Costedt mit Rothenhoff, Möllbergen, Vennebeck, Kleinenbremen, Wülpke, Lerbeck, Meißen, Nammen, Neesen, Veltheim                                                                                                   | Costedt, Eisbergen, Stadt Hausberge, Holtrup, Holzhausen I, Kleinenbremen, Lohfeld, Lerbeck, Meißen, Möllbergen, Nammen, Neesen, Uffeln, Veltheim, Vennebeck, Wülpke                                                                            | Costedt, Eisbergen, Stadt Hausberge a. d. Porta, Holtrup, Holzhausen a. d. Porta, Kleinenbremen, Lerbeck, Lohfeld, Meißen, Möllbergen, Nammen, Neesen, Uffeln, Veltheim, Vennebeck, Wülpke                                                                 |
| Schlüsselburg    | Buchholz, Großenheerse, Röden, Stadt Schlüsselburg mit Vorburg | Buchholz, Großenheerse, Stadt Schlüsselburg | |
| Petershagen      | Todtenhausen, Kutenhausen, Gernheim, Halle, Hävern, Ovenstädt, Eldagsen, Maaslingen, Meßlingen, Stadt Petershagen, Südfelde, Friedewalde, Stemmer | Eldagsen, Friedewalde, Hävern, Kutenhausen, Maaslingen, Meßlingen, Ovenstädt, Stadt Petershagen, Stemmer, Südfelde, Todtenhausen | Buchholz, Eldagsen, Friedewalde, Großenheerse, Hävern, Kutenhausen, Maaslingen, Meßlingen, Ovenstädt, Stadt Petershagen, Stemmer, Südfelde, Todtenhausen                                                                                                   |
| Windheim         | Dankersen, Hasenkamp, Bierde, Ilserheide, Lahde, Quetzen, Raderhorst, Heimsen mit Neuhoff, Wasserstraße und Hünerburg, Ilvese, Aminghausen, Frille (preußischer Anteil)2, Leteln, Päpinghausen, Wietersheim, Döhren, Gorspen-Vahlsen, Ilse mit Wulfhagen, Jössen, Neuenknick, Rosenhagen, Seelenfeld, Windheim | Aminghausen, Bierde, Dankersen, Döhren, Frille, Gorspen-Vahlsen, Heimsen, Ilse, Ilserheide, Ilvese, Jössen, Lahde, Leteln, Neuenknick, Päpinghausen, Quetzen, Raderhorst, Rosenhagen, Seelenfeld, Wietersheim, Windheim, Gutsbezirk Wietersheim | Aminghausen, Bierde, Dankersen, Döhren, Frille, Gorspen-Vahlsen, Heimsen, Ilse, Ilserheide, Ilvese, Jössen, Lahde, Leteln, Neuenknick, Päpinghausen, Quetzen, Raderhorst, Rosenhagen, Stadt Schlüsselburg, Seelenfeld, Wasserstraße, Wietersheim, Windheim |

1 zum Teil auch als Kantone, Mairien oder Bürgermeistereien bezeichnet

2 Das Kirchdorf Frille gehörte zu 2/3 Preußen und zu 1/3 Bückeburg.

Gemeindegrenzen im Kreis Minden 1817 bis 1973
Bis Juni 1817 (gestrichelte Linie: Grenzverlauf nicht exakt)
Um 1855
1860 bis 1871
1871 bis 1886
1886 bis 1934
1934 bis 1962
1963 bis 1. Januar 1973
Altkreis Minden nach 1973

### Patenschaft
Am 9. Juli 1955 übernahm der Kreis Minden offiziell eine Patenschaft zum ehemaligen Landkreis Königsberg i. Pr. Nach der Kreisreform führt der neue Kreis Minden-Lübbecke die Patenschaft fort. Heute ist das Preußenmuseum in Minden zuständig für die Kontakte.

### Einwohnerentwicklung

Bevölkerungsentwicklung im Kreis Minden von 1818 bis 1970

Die folgende Übersicht zeigt die Einwohnerzahlen des Kreises Minden nach dem jeweiligen Gebietsstand. Änderungen des Gebietsstandes ergaben sich durch die Eingliederung der Gemeinden Dehme, Niederbecksen und Rehme aus dem Kreis Herford zum 1. Januar 1832 sowie die Eingliederung eines Teils der Gemeinde Gohfeld aus dem Kreis Herford im Jahr 1860. Bei den Zahlen handelt es sich um Volkszählungsergebnisse oder deren Fortschreibungen. Die Angaben beziehen sich ab 1871 sowie für 1946 auf die Ortsanwesende Bevölkerung und ab 1925 auf die Wohnbevölkerung. Vor 1871 wurden die Einwohnerzahlen nach uneinheitlichen Erhebungsverfahren ermittelt.
Die Auswanderung nach Amerika erreichte 1857 mit 860 Personen ihren Höhepunkt. Insgesamt wanderten während der Auswanderungswelle von 1845 bis 1869 12.501 Personen mit und ohne Erlaubnis aus dem Kreisgebiet aus.
| Jahr            | Einwohner |
| --------------- | --------- |
| 1818 (31. Dez.) | 43.199    |
| 1822 (31. Dez.) | 44.561    |
| 1825 (31. Dez.) | 45.069    |
| 1831 (31. Dez.) | 47.538    |
| 1834 (31. Dez.) | 51.920    |
| 1837 (31. Dez.) | 53.310    |
| 1840 (31. Dez.) | 58.267    |
| 1843 (31. Dez.) | 60.696    |

| Jahr           | Einwohner |
| -------------- | --------- |
| 1846 (3. Dez.) | 61.621    |
| 1849 (3. Dez.) | 62.604    |
| 1852 (3. Dez.) | 64.524    |
| 1855 (3. Dez.) | 64.395    |
| 1858 (3. Dez.) | 65.351    |
| 1861 (3. Dez.) | 66.760    |
| 1864 (3. Dez.) | 69.530    |
| 1867 (3. Dez.) | 73.385    |

| Jahr           | Einwohner |
| -------------- | --------- |
| 1871 (1. Dez.) | 072.672   |
| 1880 (1. Dez.) | 078.032   |
| 1885 (1. Dez.) | 080.086   |
| 1890 (1. Dez.) | 085.299   |
| 1895 (1. Dez.) | 092.424   |
| 1900 (1. Dez.) | 100.689   |
| 1905 (1. Dez.) | 107.817   |
| 1910 (1. Dez.) | 113.620   |

| Jahr            | Einwohner |
| --------------- | --------- |
| 1925 (16. Juni) | 121.943   |
| 1933 (16. Juni) | 130.064   |
| 1939 (17. Mai)  | 136.143   |
| 1946 (29. Okt.) | 162.104   |
| 1950 (13. Sep.) | 179.618   |
| 1961 (6. Juni)  | 189.149   |
| 1970 (27. Mai)  | 197.913   |
| 1971 (31. Dez.) | 202.000   |

1960 zählten 32.100 Vertriebene aufgrund des Zweiten Weltkrieges zur Bevölkerung des Kreises.

## Politik

### Landräte
- 1817–1820 Otto von Arnim
- 1820–1849 Heinrich von Korff
- 1849–1869 Carl von Schlotheim
- 1869–1892 Alexander von Oheimb
- 1892–1905 Christoph Bosse
- 1905–1917 Franz Cornelsen (1914–1917 eingezogen, Vertreter: Erich Kretschmar)
- 1917–1937 Erich Petersen
- 1937–1940 Hermann Meyer-Nieberg (NSDAP)
- 29. März 1940 – 28. Oktober 1942 Udo von Alvensleben (kommissarisch, NSDAP)
- 29. Oktober 1942 – 31. Juli 1943 Albrecht Kusserow (NSDAP)
- 1. August 1943 – 30. Mai 1944 Erich Hartmann (Landrat des Kreises Herford), Friedrich Kleim (kommissarisch, gleichzeitig Oberbürgermeister von Herford)
- 31. Mai 1944 – 4. April 1945 Georg Lichtenberg (NSDAP) (am 4. April 1945 aus Minden nach Osten geflüchtet)
- 7. April 1945 – 26. April 1945 Leopold Heinrich (NSDAP) (von der britischen Militärverwaltung ernannt und wieder abgesetzt)
- 26./27. April 1945 – 28./29. Juni 1945 Hans Graff (parteilos) (von der brit. Militärverwaltung ernannt und wieder abgesetzt)
- 29. Juni 1945 – 19. September 1945 Hermann Heyne (parteilos) (von der britischen Militärverwaltung ernannt und wieder abgesetzt)
- 19. September 1945 – 4. Dezember 1945 Erich Kühn
- 5. Dezember 1945 – 25. April 1946 Gerhard Bothur (SPD) (von der britischen Militärregierung zum Chef der Verwaltung ernannt)
- 27. April 1946 – 23. Oktober 1946 Willy Michel (SPD) (vom Kreistag gewählt und von der britischen Militärregierung am 20. April 1946 als Landrat bestätigt)
- 1946–1948 Heinrich Wehking (CDU)
- 1948–1951 Willy Michel (SPD)
- 1951–1952 Friedrich Kohlmeier (SPD)
- 1952–1956 Heinrich Wehking (CDU)
- 1956–1964 Friedrich Kohlmeier (SPD)
- 1964–1966 Friedrich Schonhofen (SPD)
- 1966–1972 Hans Rohe (SPD)

### Oberkreisdirektoren
- 1946–1954 Gerhard Bothur (SPD)
- 1954–1966 Arnold Krampe (CDU)
- 1966–1972 Horst Rosenbusch (SPD)

### Der Kreistag im Königreich Preußen
Aufgrund eines königlichen Erlasses vom 13. Juli 1827, der sog. „Kreisordnung“, wurden in den Landkreisen des Königreichs Preußen Kreistage eingerichtet. Der Kreistag Minden setzte sich aus den Rittergutsbesitzern des Kreises und den Deputierten der Städte und Ämter im Kreis zusammen. Der Landrat hatte die Kreisstände mindestens einmal im Jahr zum Kreistag einzuberufen. Den Vorsitz führte der Landrat, Stimmrecht hatte er nur, wenn er auch Rittergutsbesitzer war. Der Landrat war „politischer Beamter“, als solcher weisungsgebunden und vom Vertrauen der preußischen Staatsregierung abhängig. Die Deputierten wurden von den Städten und Ämtern für sechs Jahre gewählt, alle drei Jahre wurde eine Hälfte durch Neuwahl erneuert.
Der Kreistag hatte die Aufgabe, den Landrat bei der Kreisverwaltung zu unterstützen, und konnte über alle Angelegenheiten beraten, die den Kreis betrafen. Ab 1841 hatte der Kreistag das Recht, über Ausgaben und die dafür notwendigen Abgaben der Bürger zu beschließen. Der Kreistag hatte außerdem die Aufgabe, bei einer Vakanz des Landratsamtes drei Kandidaten für dieses Amt aus dem Kreis der Rittergutsbesitzer zu wählen, diese wurden dann von der Bezirksregierung dem König vorgeschlagen, der den Landrat zu ernennen hatte.
Folgende Personen waren 1862 Mitglieder des Kreistages:
Rittergutsbesitzer:
- Landrat Carl von Schlotheim (Rittergut Wietersheim)
- Minister von Oheimb, Detmold (Rittergut Holzhausen)
- Freiherr von Puttkamer (Rittergut Ovelgönne)
- Freiherr von Schellersheim (Rittergut Eisbergen)
- Freiherr von dem Bussche zu Liethe (Rittergut Haddenhausen)
- Caesar zu Rothenhoff (Rittergut Rothenhoff)
- Herr von Sternfeld, Minden (Rittergut Neuhof)
- Herr von Möller (Burg Schlüsselburg)

Deputierte der Städte:
- Oberbürgermeister Poehlmann, Minden
- Beigeordneter Reischhauer, Minden
- Kaufmann Meyer, Petershagen
- Gastwirt Krutemeyer, Bad Oeynhausen

Deputierte der Ämter:
- Amtmann Lüttgert, Amt Hartum
- Amtmann Luther, Amt Dützen
- Kommerziant Henschel, Amt Petershagen
- Colonus Frederking, Amt Rehme, zu Werste
- Colonus Humke, Amt Windheim, zu Lahde
- Kaufmann Schwarz, Amt Hausberge

Im Jahr 1887 trat für die Kreise in der preußischen Provinz Westfalen eine neue Kreisordnung in Kraft. Diese „Kreisordnung für die Provinz Westfalen“ machte aus den Kreisen als bisherige Regierungsbehörden zusätzlich Selbstverwaltungsorgane der kommunalen Ebene. In Paragraph 2 der Kreisordnung hieß es: „Jeder Kreis bildet nach näherer Vorschrift dieses Gesetzes einen Kommunalverband zur Selbstverwaltung seiner Angelegenheiten mit den Rechten einer Kooperation.“ Organ der Selbstverwaltung war fortan der gewählte Kreisausschuss.

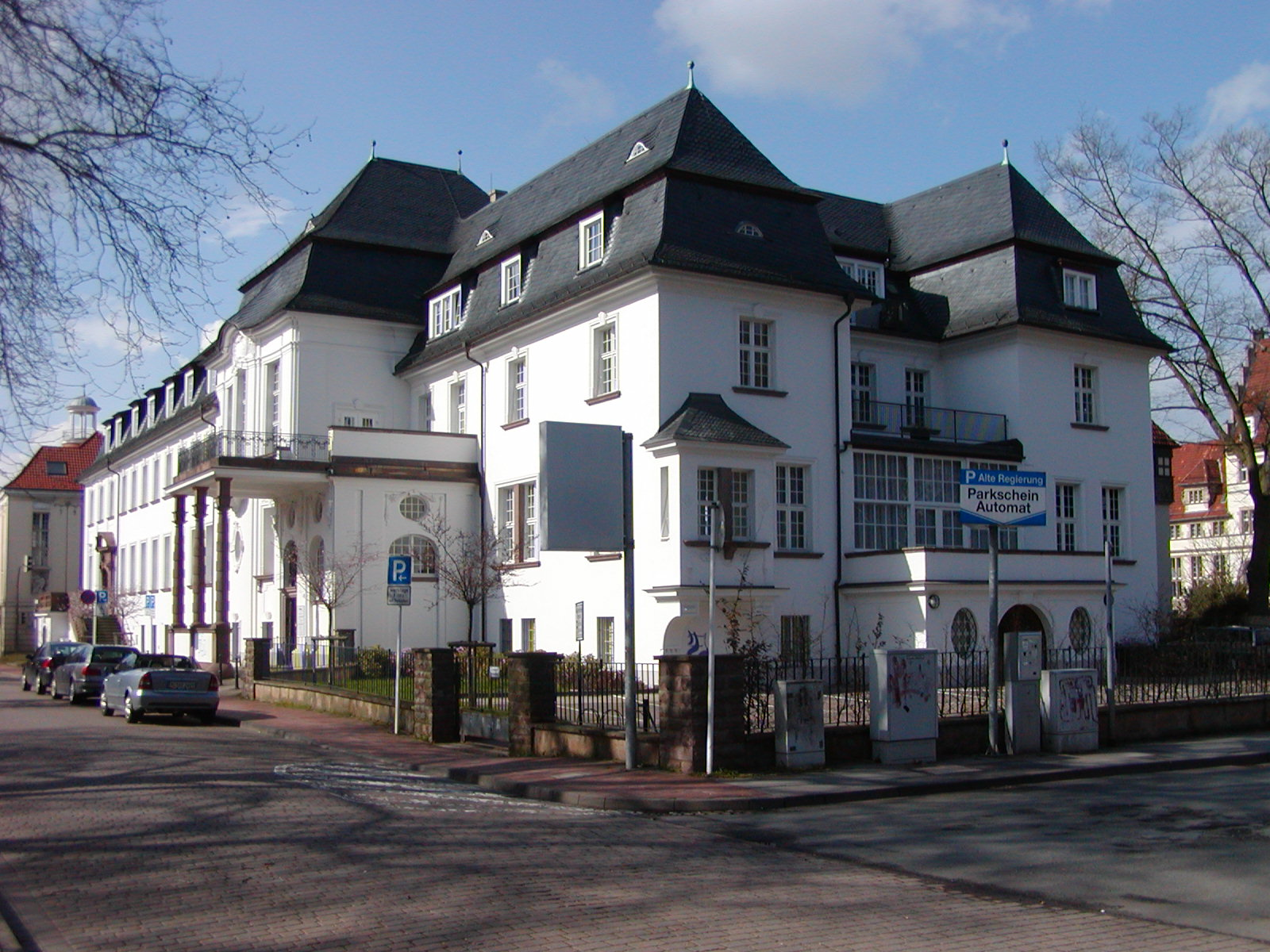
Altes Kreishaus Minden

Die Rittergutsbesitzer verloren ihre bisherigen Virilstimmen. Sie waren nicht mehr erbliche Mitglieder des Kreistages und mussten wie die kreisangehörigen Städte und Ämter einen Wahlverband bilden. Der Kreistag des Kreises Minden bestand im Jahr 1908 aus 29 Abgeordneten und dem Landrat als Vorsitzendem, er tagte ab 1908 im unter Leitung von Regierungsbaumeister Paul Kanold errichteten Kreishaus an der Tonhallenstraße in Minden. Der Kreisausschuss bestand aus sechs vom Kreistag für sechs Jahre gewählten Mitgliedern und dem Landrat als Vorsitzendem, alle zwei Jahre schieden zwei Mitglieder aus und wurden durch Nachwahl ergänzt. Der Kreisausschuss hatte die Beschlüsse des Kreistages vorzubereiten und auszuführen und die Kreisangelegenheiten zu verwalten sowie die kommunalen Dienstkräfte des Kreises zu ernennen und zu beaufsichtigen. Ab 1886 wählte der Kreistag zwei Kreisdeputierte als Stellvertreter des Landrats.

### Kreistag und Kreisverwaltung in der Weimarer Republik und im Nationalsozialismus
In der Weimarer Republik blieb die Kreisordnung von 1886 bestehen, wurde aber in einem entscheidenden Punkt verändert. Die Wahl des Kreistages erfolgte am 21. Februar 1921 erstmals nach demokratischen Grundsätzen, alle Einwohner hatten das gleiche Wahlrecht, erstmals auch die Frauen.
Nach der Machtergreifung der Nationalsozialisten fanden am 12. März 1933 im Kreis Minden die letzten größtenteils freien Wahlen zum Kreistag statt.
Der Kreistag setzte sich 1933 wie folgt zusammen:
- NSDAP: 15 Sitze
- SPD: 10 Sitze
- Kampffront Schwarz/Weiß/Rot: 3 Sitze
- KPD: 1 Sitz
- Zentrum: 1 Sitz
- Evangelischer Volksdienst: 1 Sitz
- National-bürgerliche Vereinigung: 1 Sitz

Dem Abgeordneten der KPD wurde bereits kurz nach der Wahl das Mandat aberkannt und die SPD-Abgeordneten sahen keine Möglichkeit, ihr Mandat unabhängig und frei ausüben zu können. Durch ein Gesetz wurden die Kompetenzen des Kreistages im Juli 1933 auf die Kreisausschüsse übertragen, formal blieben die Kreistage aber bestehen. Die Kompetenzen der Kreisausschüsse bleiben zunächst bestehen, sie wurden dann aber immer weiter eingeschränkt und ab September 1939 wurde durch Verordnung des Ministerrates für Reichsverteidigung die alleinige Entscheidungskompetenz auf den Landrat übertragen. Während des Zweiten Weltkrieges kam es dann zu häufigeren Wechseln im Amt des Landrats. Der Landrat war in dieser Zeit ein reines Entscheidungsorgan der NSDAP und stand unter deren Aufsicht, insbesondere durch den Kreisleiter der NSDAP.

### Kreistag und Kreisverwaltung nach Kriegsende
Mit der Besetzung Mindens durch britische Truppen am Abend des 4. April 1945 endete die Herrschaft der Nationalsozialisten. Der kommissarische Landrat Georg Lichtenberg (NSDAP) hatte sich am Nachmittag auf das rechte Weserufer begeben und schließlich nach Osten abgesetzt. In Unkenntnis seiner NSDAP- und SA-Mitgliedschaft ernannte die britische Militärregierung am 7. April 1945 Kreisamtmann Leopold Heinrich zunächst zum vorläufigen Landrat, am 26. April 1945 wurde er fristlos aus dem Dienst entlassen.
In den nächsten Monaten wurde Kreis Minden durch Landräte geführt, die nur von der britischen Militärregierung abhängig waren und keine parlamentarische Legitimation hatten. Am 27. Februar 1946 trat erstmals ein ernannter Kreistag mit 55 Abgeordneten zusammen („Nominated Representative Council“), zum Vorsitzenden und Landrat des Kreises Minden wurde der Sozialdemokrat Willy Michel gewählt. Die Leitung der Verwaltung und die staatlichen Aufgaben führte ab 1946 der vom Kreistag gewählte Oberkreisdirektor aus, der Landrat war nur noch Vorsitzender des Kreistages und höchster politischer Repräsentant des Kreises. Die erste freie und gleiche Kreistagswahl am 13. Oktober 1946 brachte eine Machtverschiebung von der SPD zur CDU und führte zur Wahl von Heinrich Wehking (CDU) zum Landrat.
Im Oktober 1953 trat die neue Landkreisordnung für Nordrhein-Westfalen in Kraft, dieses Gesetz setzte ausdrücklich die Kreisordnung von 1886 außer Kraft und besiegelte die Wandlung zum demokratisch gefasstem Kreistag und zur gewählten Verwaltungsleitung.

### Ergebnisse der Kreistagswahlen ab 1946
In der Liste werden nur Parteien und Wählergemeinschaften aufgeführt, die mindestens zwei Prozent der Stimmen bei der jeweiligen Wahl erhalten haben.
Stimmenanteile der Parteien in Prozent
| Jahr | SPD  | CDU  | FDP  | BHE | KPD |
| ---- | ---- | ---- | ---- | --- | --- |
| 1946 | 45,9 | 46,6 | 01,1 |     | 6,4 |
| 1948 | 47,2 | 42,4 | 04,2 |     | 6,2 |
| 1952 | 42,9 | 27,8 | 17,2 | 8,7 | 3,1 |
| 1956 | 49,4 | 26,5 | 18,3 | 5,2 |     |
| 1961 | 47,9 | 30,1 | 17,8 | 3,8 |     |
| 1964 | 51,4 | 31,0 | 17,6 |     |     |
| 1969 | 49,9 | 36,1 | 14,0 |     |     |

### Wappen
Das zweigeteilte Wappenschild zeigt heraldisch rechts auf rotem Grund einen Schlüssel (Bart oben und nach außen zeigend) und heraldisch links auf silbernem (weißen) Grund zwei Sparren. Der Schlüssel symbolisiert den Schlüssel des Heiligen Petrus. Er wird in vielen Wappen der Region gezeigt, meist jedoch in der Form zweier gekreuzter Schlüssel. Er war bereits das Symbol der Bischöfe von Minden, daher auch im Wappen des Bistums Minden, sowie des Fürstentum Minden und der Stadt Minden vertreten. Die Darstellung auf rotem Feld ist in all diesen Wappen typisch. Der größte Teil des Kreises Minden gehörte ehemals zum Fürstentum Minden. Kleinere Teile im Süden des Kreises gehörten aber auch zur Grafschaft Ravensberg. Das rechte Feld ist daher ähnlich dem Wappen der Grafschaft Ravensberg aufgebaut. Das Wappen wurde seit 1935 verwendet. Das Wappen des Nachfolgekreises Kreis Minden-Lübbecke zeigt eine identische Symbolik, lediglich die Darstellung wurde verändert.

## Kfz-Kennzeichen
Am 1. Juli 1956 wurde dem Landkreis bei der Einführung der bis heute gültigen Kfz-Kennzeichen das Unterscheidungszeichen MI zugewiesen. Es wird im Kreis Minden-Lübbecke durchgängig bis heute ausgegeben.